# Fyffe
Fyffe – miasto w Stanach Zjednoczonych, w stanie Alabama, w hrabstwie DeKalb. W roku 2023 miasto zamieszkiwały 982 osoby, a gęstość zaludnienia wynosiła 86,1 osoby/km².